# 常盤ゆう
常盤ゆう（ときわ-）は日本のミュージシャン、歌手。risette、you&me together、ぱいなっぷるくらぶでボーカル、ラップ、シンセサイザーなどを担当。また、株式会社コナミデジタルエンタテインメントのゲームBEMANIシリーズでも複数の名義で歌唱に参加している。

## 略歴
早稲田大学出身。神奈川県横須賀市に生まれ、その後三重県や福岡県で育つ。

1995年に大学の音楽サークルにてrisetteを結成。
98年、同じサークル内にてyou&me together結成。また、同サークルの先輩である脇田潤との繋がりから、脇田が担当する『pop'n music』や『beatmania IIDX』などの楽曲に歌手として参加。
2010年夏にはトルネード竜巻の名嘉真祈子らとファンタジックPOP-RAPバンドぱいなっぷるくらぶを結成し、ラップやダンスも披露している。なお、以前はyou&me together、ぱいなっぷるくらぶでは「坂東マブチ」という別名義を名乗っていた。
2012年3月に「常盤ゆう」に統一された。
2021年2月に、ソロ名義初のデジタルシングル「江ノ島-鎌倉」を配信。神奈川県のご当地ソングになっている。6月に、アルバム「風のガーランド」を発売。

## 人物
独特のウィスパーボイスと少年のような透明感のある声質が魅力。ただし、ライヴのMCなどでは歌唱時とは全く違った低い声で喋る。

BEMANIシリーズでは、当初ギターポップやスウェディッシュなどポップな楽曲を歌うことが多かったが、その後様々なジャンル・雰囲気の楽曲を歌い、幅の広さを見せている。また、脇田潤以外のコンポーザーによる曲も歌っている。

各所属バンドやBEMANIシリーズの参加曲で自ら作詞を行っているものも多く、可愛らしい声とは裏腹に時に絶望感すら感じさせる哀愁ある歌詞にも定評がある。

少女漫画好きで、特に『ガラスの仮面』を愛読しているらしい。

## 作品

### 配信シングル
- 江ノ島-鎌倉
- 往復書簡
- むげんの夏

### アルバム
- 風のガーランド（2021年6月2日）

1. むげんの夏
2. 僕らのリアル
3. ツバキ・フィーバー・ラブ
4. 江ノ島-鎌倉
5. IIKO IIKOにご用心
6. 成長痛
7. 卒業せんちめーとる
8. Smile & Sigh
9. out of orbit
10. 往復書簡
11. 道

### 『BEMANIシリーズ』参加曲
（）内はアーティスト名義

#### pop'n music
- pop'n music 7
  - カモミール・バスルーム（常盤ゆう）
- pop'n music 8
  - Tangeline(risette)
- pop'n music 10
  - murmur twins(guitar pop ver.)(yu_tokiwa.djw merge scl.gtr)
- pop'n music 13 カーニバル
  - コキュトス(FISH BOYS)
- pop'n music 15 ADVENTURE
  - Apocalypse 〜memento mori〜(Zektbach)
  - neu（少年ラジオ）
- pop'n music 16 PARTY♪
  - パラソル（risette）
- pop'n music 20 fantasia 
  - REcorrection (猫叉Master feat.常磐ゆう)
- pop'n music ラピストリア
  - ベルガモット組曲 (常磐ゆう)
- pop'n music écrale
  - ラブラドライト (OSTER project feat.常盤ゆう) -OSTER projectのアルバム「Recursive call」より
- pop'n music うさぎと猫と少年の夢
  - アルレシャ (溟海ゾディアック)
- pop'n music peace
  - 飛べないぼくと鳴かない黒猫 (山本真央樹 feat.常磐ゆう)
  - ラベンダー最終定理 (常磐ゆう)

#### beatmania IIDX
- beatmania IIDX 8thstyle
  - murmur twins(yu_tokiwa.djw)
- beatmania IIDX 12 HAPPY SKY
  - Little Little Princess(SHRINE 418)
- beatmania IIDX 13 DistorteD
  - Apocalypse 〜dirge of swans〜(Zektbach)
- beatmania IIDX 20 tricoro
  - rumrum triplets(yu_tokiwa.djw)
- beatmania IIDX 22 PENDUAL
  - 白露の風 (Qrispy Joybox feat.常磐ゆう)
- beatmania IIDX 25 CANNON BALLERS
  - エディブルフラワーの独白 (OSTER project feat.常磐ゆう)

#### Guitar Freaks & Drum Mania
- GUITAR FREAKS 8thMIX & drummania 7thMIX
  - CHOCOLATE PHILOSOPHY（常盤ゆう）

#### jubeat
- jubeat ripples APPEND
  - 少年リップルズ（常盤ゆう）

#### REFLEC BEAT
- REFLEC BEAT colette
  - ストレイ・マーチ (少年ゾディアック)
  - REcollect (猫叉Master feat.常磐ゆう) -猫叉Masterの3rdアルバム「Crevice」より

#### ノスタルジア
- ノスタルジア FORTE
  - Missing in the snow (m@sumi feat. Yu Tokiwa)

#### ee'MALL
- ee'MALL
  - ペパーミントは私の敵（常盤ゆう）